# Pierre Louis Ravené

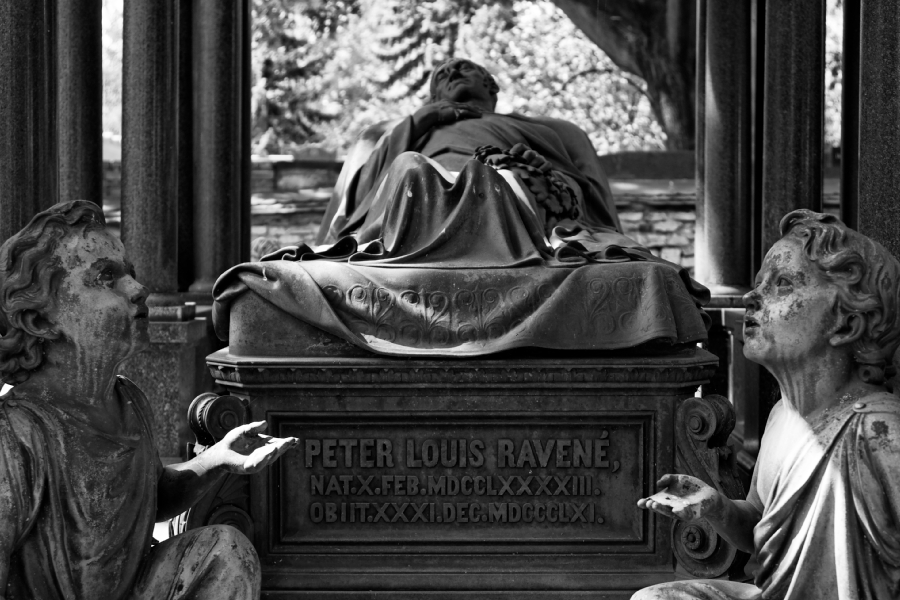
Grabmal auf dem Friedhof der französischen Gemeinde in Berlin

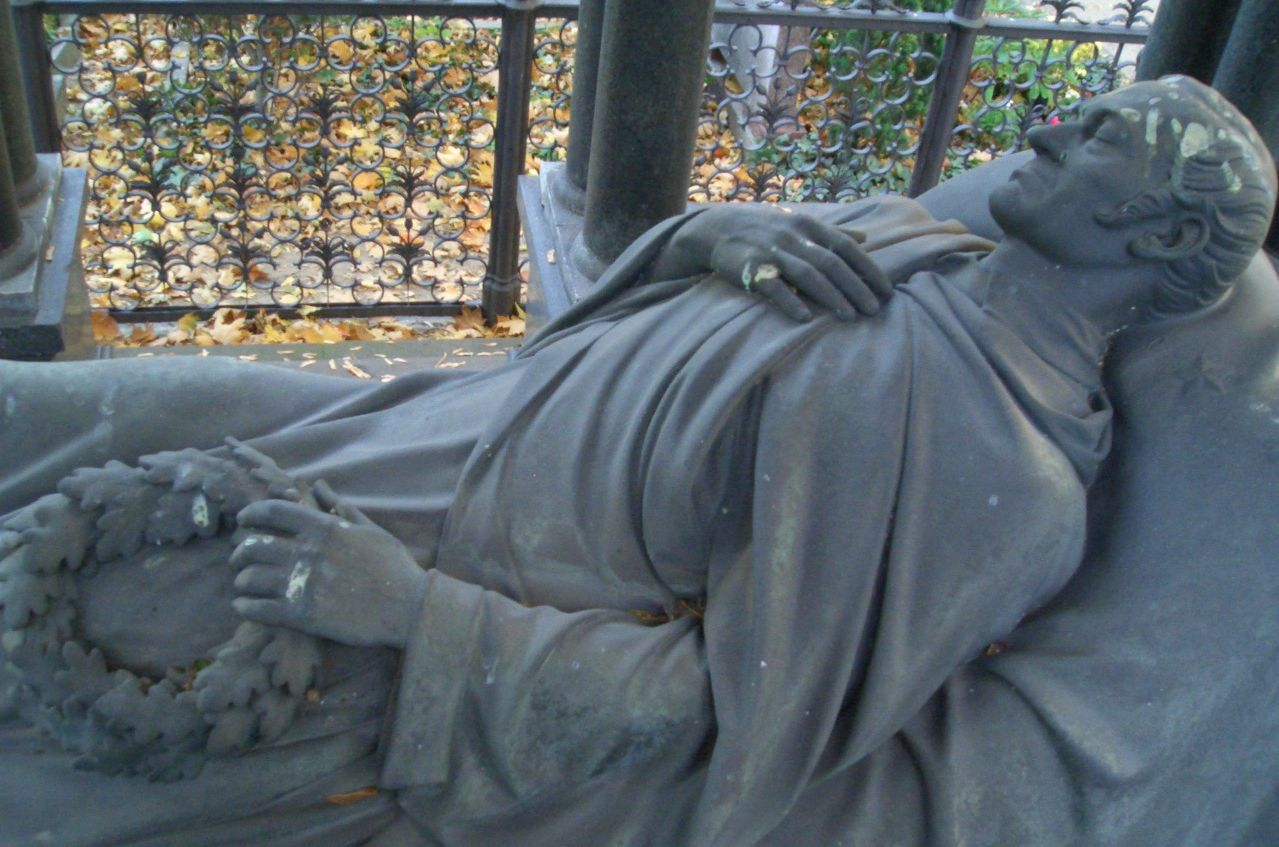
Detail (Gustav Blaeser)

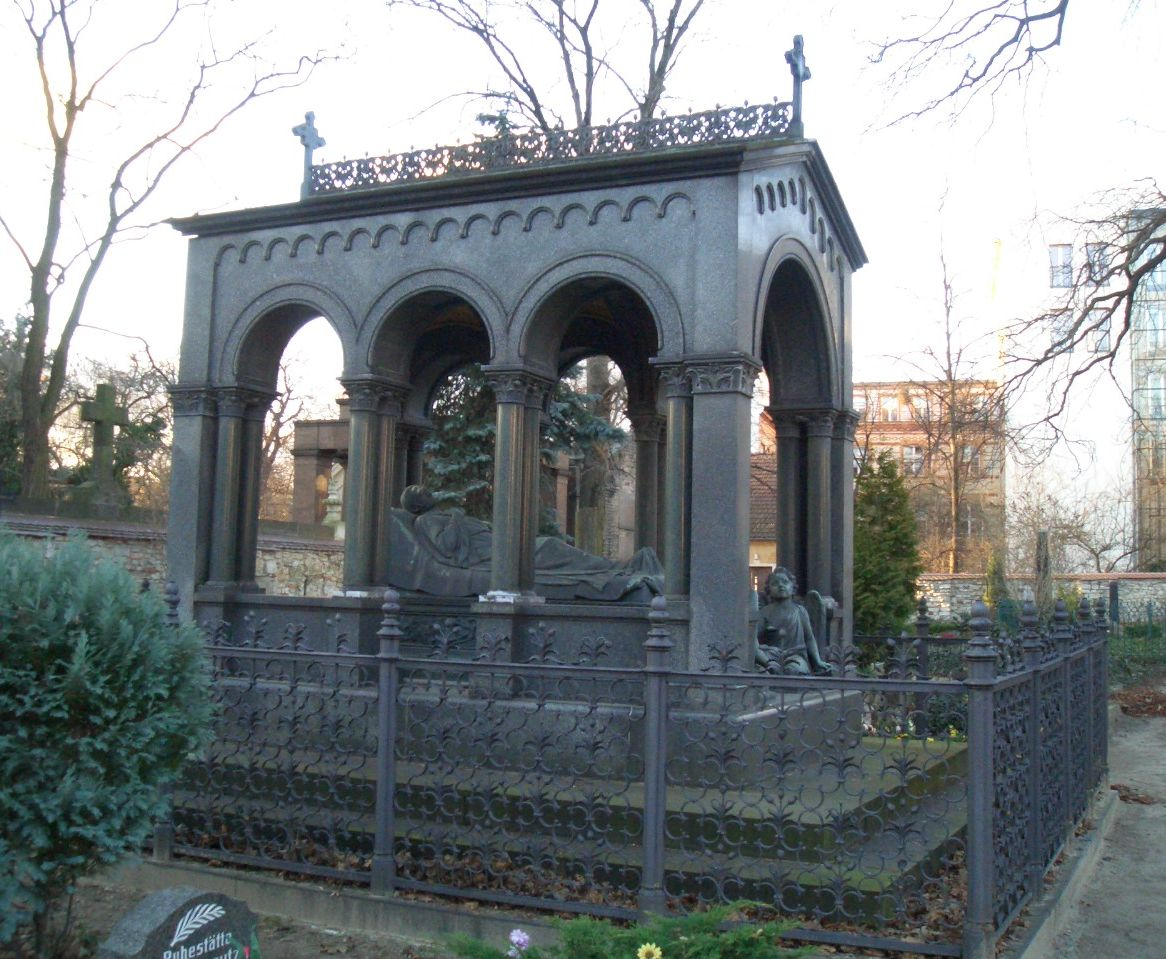
Komplett (Friedrich August Stüler)

Pierre Louis Ravené (* 10. Februar 1793 in Berlin; † 31. Dezember 1861 ebenda, auch Peter Ludwig Ravené) war ein Stahl- und Eisengroßhändler. Als Kunstmäzen starb er hochgeehrt.

## Leben
Pierre Louis Ravené war ein Nachfahre hugenottischer Flüchtlinge aus Frankreich. Seine Eltern waren Jacob (Jaques) Ravené (1751–1828) und dessen Ehefrau Dorothee Butzer eine Tochter des Eisenwarenhändlers Albrecht Butzer.
Er nahm als Freiwilliger an den Befreiungskriegen teil. Von seinem Vater Jacques übernahm er 1824 zusammen mit seinem Bruder Karl Peter (1777–1841) und seinem Schwager Lüddecke die Eisenhandlung Ravené, die er als Jacob Ravené Söhne kontinuierlich ausbaute. 1825 zog sich Karl Peter nach einem Zwist mit Bruder und Schwager aus der Firma Ravené & Söhne zurück und ging nach Potsdam. Seit 1833 hatte Pierre Louis die alleinige Geschäftsführung inne.
1837 beteiligte er sich am Aufbau von Carl Justus Heckmanns  Kupferwalzwerk vor dem Schlesischen Tor am heutigen Heckmannufer, heute im Ortsteil Berlin-Kreuzberg, bis dieser 1841 wirtschaftlich unabhängig wurde.
Als Hauptversorger der Anhaltischen und Potsdamer Eisenbahn insbesondere mit Schwellen wurde er sehr reich.
Die exorbitanten Gewinne investierte er in Kunst, überwiegend in Gemälde der Düsseldorfer Schule und der Berliner Schule. Er eröffnete 1853 mit 124 Bildern die Ravené-Galerie, die die erste öffentlich zugängliche Kunstsammlung Berlins war.
Gegen Ende seines Lebens wurde er Anhänger des Okkultismus. Er glaubte fest an eine Prophezeiung, der zufolge er noch im Jahr 1861 sterben würde. Er starb tatsächlich an Silvester 1861.
Pierre Louis Ravené wurde auf dem Friedhof der französischen Gemeinde in Berlin bestattet. Das Grabmal zeigt ihn lebensgroß als Toten/Schlafenden. Es wurde von Gustav Blaeser geschaffen. Der Baldachin stammt von Friedrich August Stüler. Obwohl einige Putti heute fehlen, dürfte es sich immer noch um das kostspieligste Grabmal des Friedhofs handeln.
Er heiratete im Jahr 1822 Albertine Amalie Lüdecke (1802–1840). Die Ehe wurde geschieden und Ravenés Sohn Louis Fréderic Jacques Ravené führte sowohl die Firma wie auch die künstlerischen Interessen fort.
Albertine Amalie ehelichte danach den späteren preußischen Generalleutnant Ferdinand von Mertens, Ravené selbst Edmunde Natalie Amande Ravache (1817–1890). Das Paar hatte mehrere Kinder: Albert Gustav, Eduard Louis Carl, Henri Peter, Hans Edmund, Caroline Luise und Dorothea Caroline, die den preußischen Offizier und späteren Generalmajor Adolf von der Lippe heiratete.